# Adolphe Pierre Szelazek
Adolphe Pierre Szelazek (ou Adolf Piotr Szelążek), né à Stoczek Łukowski le 1er août 1865, mort le 5 février 1950, est un évêque catholique polonais. Évêque auxiliaire de Płock (1918-1925), il est nommé évêque diocésain de Łuck (en Volhynie) fin 1925.
Il est le fondateur, en 1936, de la Congrégation des Sœurs de Sainte Thérèse de l'Enfant-Jésus.
Il est en cours de béatification.

## Biographie

### Enfance et formation
Adolphe Pierre Szelazek est né le 1er août 1865, il est le fils de Stanislas Szelazek et Eleanor de Dobraczyńskich. Il fait son école secondaire à Siedlce puis au séminaire de Płock. Il part ensuite étudier à l'Académie impériale de théologie de Saint-Pétersbourg. Il est ordonné prêtre en 1888 à Płock.
Il est nommé professeur au séminaire de Płock, ainsi que de Saint-Pétersbourg, de 1893 à 1918. À Płock, il travaille au consistoire, il est membre du chapitre de la cathédrale, président de la Société de Charité et recteur du séminaire.

### Fonctions politiques
Dans la période 1918-1924 il assure le poste de conseiller au ministère de l’Éducation Nationale (en). Par la suite il devient chef de département et directeur ad personam. En 1920, il participe à la conférence de paix de Riga comme expert. En 1925, il travaille à la conclusion du Concordat entre le Saint-Siège et la République de Pologne en tant que représentant des évêques polonais.

### L'évêque

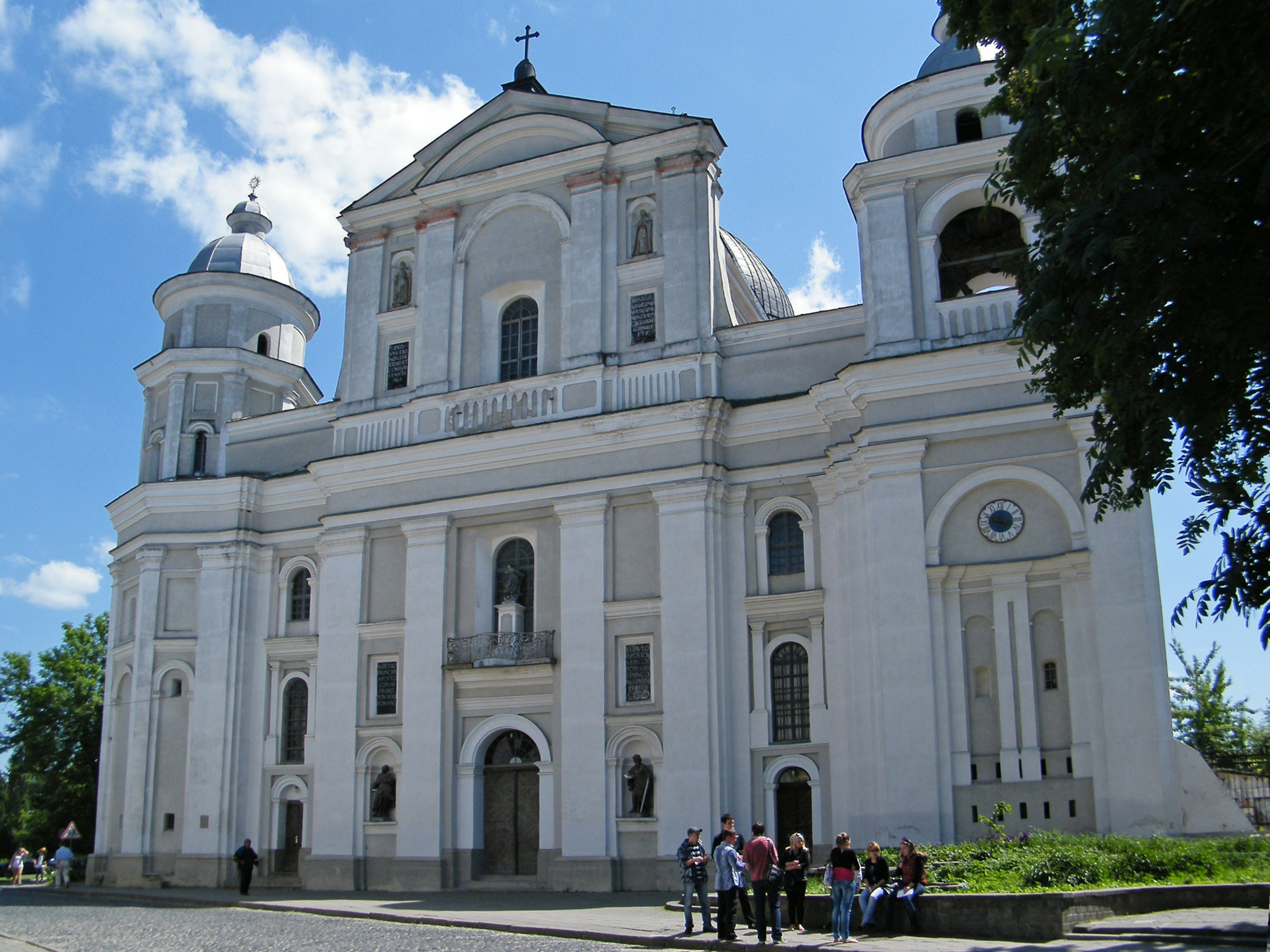
Cathédrale de Łuck.

Le 29 juillet 1918 il est nommé évêque auxiliaire du diocèse de Płock et évêque titulaire de Barca (de). Il est consacré (évêque) le 24 novembre 1918.
Le 14 décembre 1925 il est nommé évêque titulaire de Lutsk. L'intronisation dans la cathédrale a lieu le 24 février 1926. Il est nommé conseiller (consulteur) de la Congrégation pour les Églises orientales.
Le 1er août 1936, il fonde, dans le diocèse de Lutsk la Congrégation des Sœurs de Sainte Thérèse de l'Enfant-Jésus.

### La guerre
Durant l'été 1944 (après l'occupation de la Volhynie par l'Armée rouge) il est nommé administrateur apostolique pour les anciens diocèses de Kamieniec et Żytomierz (pl). Avec certains prêtres, il avait commencé un travail pastoral, utilisant les églises rouvertes durant l'occupation allemande de l'Ukraine Soviétique. Mais cette situation n'a pas duré longtemps : en janvier 1945, après le déplacement du Front Ouest, il est arrêté par le NKVD. En dehors de lui-même, sont arrêtés également les prêtres du chapitre de Łuck (dont Władysław Bukowiński) et les prêtres de Jytomyr. Tous sont accusés d'espionnage pour le Vatican. Szelążek est emprisonné à Kiev.
Après la guerre, en 1946, il est expulsé du diocèse de la frontière polonaise, les dernières années de sa vie sont passées dans le Bierzgłowie (pl) près de Toruń.

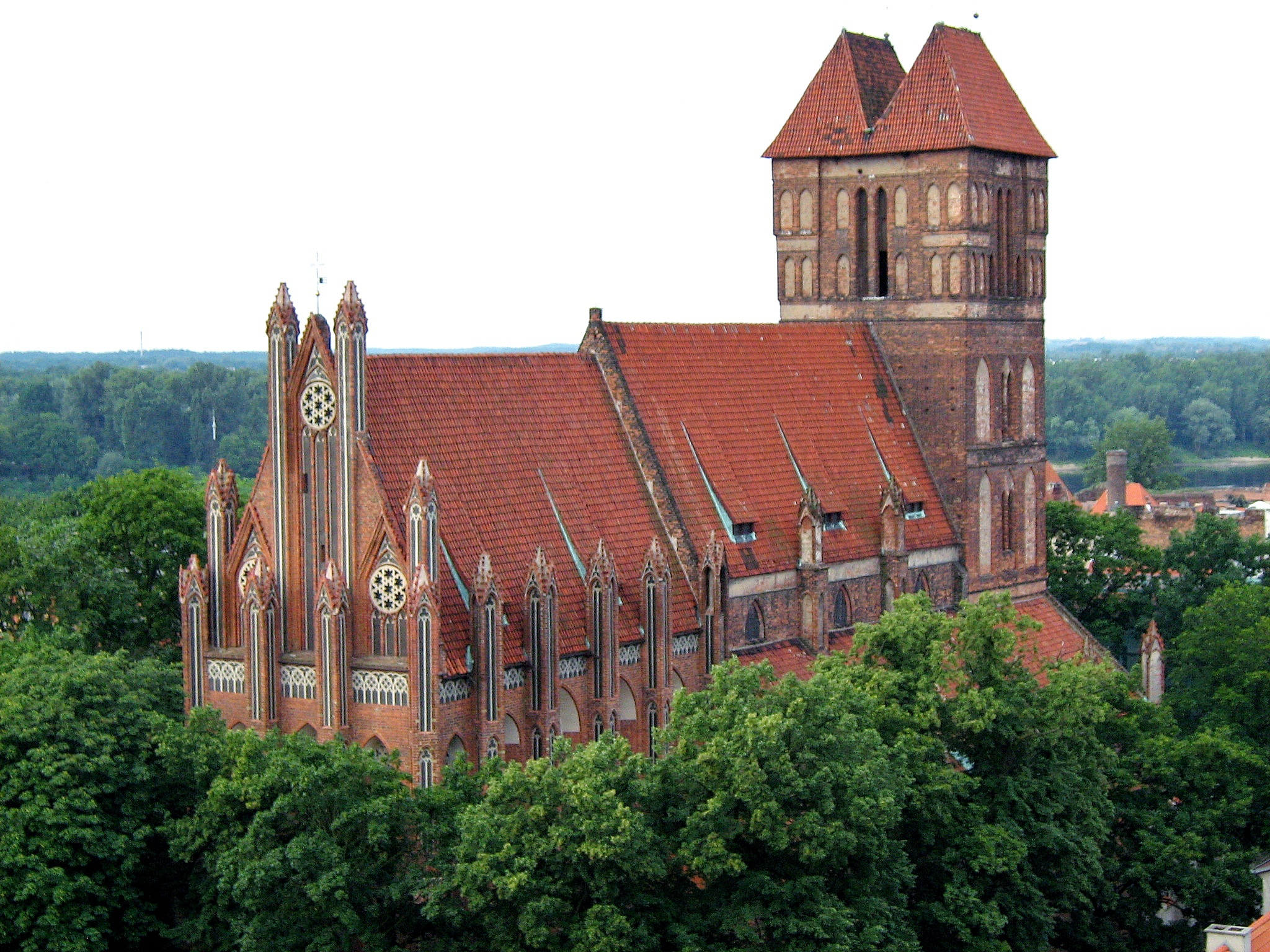
Église Saint-Jacques de Torun où il a été enterré.

Il décède le 5 février 1950. Il est enterré dans l'Église Saint-Jacques de Torun.

## Béatification
Le processus de béatification a été ouvert en octobre 2013 par Mgr Andrzej Suski (pl). Son postulateur était Sœur Jacinta tertiaire augustine. La phase diocésaine du procès a été achevée en septembre 2016. En octobre 2016, les éléments du dossiers ont été portés à la Congrégation pour les causes des saints à Rome,.

## Récompenses
Le gouvernement polonais lui a remis plusieurs décorations officielles :
- le 2 mai 1923 : Croix de Commandeur de l'Ordre Polonia Restituta[8]
- Croix de Commandeur avec Étoile de l'Ordre Polonia Restituta
- le 25 mai 1938 : Grand ruban de l'Ordre Polonia Restituta : « pour sa contribution exceptionnelle dans le domaine du travail social »[9]

## Les Sœurs de Sainte Thérèse de l'Enfant-Jésus
Voir l'article Terezjanki (pl).
Cette congrégation religieuse est née du regroupement de deux associations déjà existantes : l'Association thérésienne, et l'Association du Christ Roi. Ces deux associations assuraient diverses tâches apostoliques.
L'Association thérésienne a été fondée par le Père Kansas Jan Majchrzycki près de Varsovie. Elle regroupe des enseignants et des éducateurs dans des internats pour jeunes filles.
L'Association du Christ Roi est gérée par Maria Kubasiewicz dans le diocèse de Łuck. Son objectif était de développer l'apostolat et la mission parmi les populations locales, et de contribuer à l'unification des fidèles orthodoxes dans l’Église catholique.
En mars 1936 Mgr Szelążek demande l'autorisation au Vatican de réunir ces deux associations en une congrégations religieuse. Après une réponse positive, il fonde la Congrégation des Sœurs de Sainte Thérèse de l'Enfant-Jésus dans le diocèse de Łuck, le 1er août 1936. Le but de cette nouvelle congrégation est « l'activité éducative dans l'esprit de sainte Thérèse de l'Enfant-Jésus ». Les religieuses enseignent la religion dans les écoles, assurent « toutes sortes de travaux de soins et l'éducation », comme les leçons à domicile pour les enfants ou dans les écoles privées.
La congrégation compte aujourd'hui une douzaine d'établissements, principalement en Pologne, (Varsovie, Warmie, Białystok, Świdnica, Ełk et Łomża), et quelques autres à l'étranger : en Italie, et surtout en Ukraine (Loutsk, Berdytchiv et Zdolbouniv) où une douzaine de sœurs travaillent dans un hôpital pour les lépreux.
En 1991, la congrégation est rattachée à l'Ordre des Carmes déchaux. Le 19 mars 1993 l'institut devient un Institut religieux de droit pontifical. La congrégation compte aujourd'hui un peu moins de 100 religieuses,.